# پنی وولکاک
پنی وولکاک (انگلیسی: Penny Woolcock؛ زادهٔ ۱ ژانویهٔ ۱۹۵۰) فیلم‌نامه‌نویس و کارگردان فیلم اهل آرژانتین است.
از فیلم‌هایی که وی در آن‌ها نقش داشته‌است، می‌توان به قواعد شهوت اشاره نمود.